# INTERNET magazine
iNTERNET magazine（インターネット マガジン）は、インプレス発行のインターネット情報誌。
1994年9月創刊、2006年3月休刊。
2007年7月にウェブサイト「All-in-One INTERNET magazine 2.0」として活動を再開し、その後ウェブサイトの名称変更・長期更新休止・キュレーションサイト化などを経て、2017年10月からは創刊当時の編集長により『INTERNET Watch』内で「iNTERNET magazine Reboot」コーナーとして運営されている。

## 概要
創刊当時、日本ではインターネットの商用化が始まったばかりであったため、インターネットを普及させることを目的として創刊。
創刊時のコンセプトイメージは「月刊アスキー」のようなパソコン総合雑誌で、「日本のインターネットの父」とも呼ばれる村井純のアドバイスを元に、内容は実用的な情報が7割、啓蒙的な内容が2割、社会的な話題が1割という配分にしていた。インターネット接続に必要なソフトウェアを収録したCD-ROMを毎号付録にしていた。
その後、インターネット普及に従い、編集方針を「一般の人たちがインターネットを活用するために必要な情報を提供する」というものに転換。
2003年には、インターネット普及のための役割は十分達成したとして、3月号から誌名に「2nd STAGE」という副題を付加して「iNTERNET magazine　2nd STAGE」と名乗り、誌面刷新した。
ビジュアル重視で、技術的知識が少ないエンドユーザーでも読みやすい記事が特徴。
また、日本のインターネットサービスプロバイダのバックボーン・相互接続先をまとめた「商用ネットワークサービスプロバイダー接続マップ」（1995年6月号～2001年の10月号）、ダイヤルアップ接続でのつながりやすさを調べる「回線話中度調査」、ダイヤルアップ接続のアクセスポイント一覧「日本のアクセスポイントマップ」、インターネットサービスプロバイダ サービス一覧、レンタルサーバ一覧や、アダルトサイトの運営戦略からSEOを学ぶ特集等、個性的な企画も多かった。
2005年3月には、創刊当初の目的をまっとうできたとして誌面刷新し、誌名から副題がはずされた。また編集方針を「新しいインターネット関連技術と、それによるビジネス変革の動向を伝える」というものに転換し、注目の技術やインターネットビジネスのトレンド・展望を中心とした硬派な内容となった。なお誌面刷新にあたり、編集長・編集部員も一新され、記事は原則的に記名記事となった。また付録のCD-ROMもやめ、かつ大幅ページ減となったため、製本方式が無線とじから針金とじに変更された。

## 歴史
- 1994年7月 - 「NetWorld+Interop 94 Tokyo」で、創刊期待号（いわゆる創刊準備号）を無料配布[1]
- 1994年9月 - インターネットの普及を目的に、隔月刊誌として創刊
- 1995年4月 - 1995年6月号より月刊化
- 2003年1月 - 誌面刷新にあたり、誌名に副題「2nd STAGE」を付加する
- 2004年9月 - 創刊10周年
- 2005年1月 - 誌面刷新　技術・ビジネス中心に転換
- 2006年3月 - 2006年5月号(136号)をもって休刊
- 2007年7月 - ウェブサイト「All-in-One INTERNET magazine 2.0」としてリニューアル
- 2011年9月 - 「IMPRESS INNOVATION LAB」としてリニューアル
- 2013年9月 - 予告・事後報告なしで3年間の更新休止に入る
- 2016年10月 - ITニュースのキュレーションサイトとして更新再開[2]
- 2017年10月 - 「INTERNET Watch」内の「iNTERNET magazine Reboot」コーナーとしてリニューアル[3]
- 2017年11月 - 1号限りで「iNTERNET magazine Reboot」として、紙の書籍（ムック）・電子書籍で復刊[1]